# Helsingborgs landsförsamling
Helsingborgs landsförsamling (från 1902 Hälsingborgs landsförsamling) var en församling  i Lunds stift i nuvarande Helsingborgs kommun. Församlingen uppgick 1919 i Hälsingborgs församling.

## Administrativ historik
Församlingen hade medeltida ursprung med namnet Sankt Peters församling. Efter att kyrkan raserats på 1500-talet användes kyrkan i Helsingborgs stadsförsamling. Församlingen fick fristående status senast 26 september 1873. Församlingen uppgick 1919  med Hälsingborgs stadsförsamling i Hälsingborgs församling.